# Simulium vischarvi
Simulium vischarvi är en tvåvingeart som beskrevs av Chubareva 1996. Simulium vischarvi ingår i släktet Simulium och familjen knott. Inga underarter finns listade i Catalogue of Life.